# The Divine Miss M
The Divine Miss M is het debuutalbum van zangeres en actrice Bette Midler, en werd in 1972 uitgebracht onder het label van Atlantic Records. De bekende muzikant en singer-songwriter Barry Manilow was een van de co-producers, en speelt ook mee op dit studioalbum (op onder meer piano).
Het album omvat zowel originele – voor het eerst opgenomen of niet eerder uitgebrachte – nummers als door Bette Midler gezongen covers van destijds al eerder bestaande en uitgebrachte songs. Zo is bijvoorbeeld niet alleen het zeer bekende "Boogie Woogie Bugle Boy" uit 1941 in Midlers uitvoering op dit album verschenen, óók de openingstrack "Do You Want to Dance?" is een cover-versie van een nummer dat eerder al in 1958 door Bobby Freeman werd geschreven en op single uitgebracht. Hoewel maar drie van de elf tracks van het album op single uitgebracht werden, hebben ook andere nummers grote, internationale bekendheid verworven. Van dit album zijn daardoor met name "Do You Want to Dance?", "Chapel of Love", "Hello In There", "Friends" en "Boogie Woogie Bugle Boy" deel gaan uitmaken van het standaardrepertoire van Bette Midler en haar avondvullende live- of concertoptredens.

## Albumtracks
| Nr. | Titel                                         | Schrijver(s)                              | Duur |
| --- | --------------------------------------------- | ----------------------------------------- | ---- |
| 1.  | Do You Want to Dance? (uitgebracht op single) | Bobby Freeman                             | 2:44 |
| 2.  | Chapel of Love                                | Jeff Barry, Ellie Greenwich, Phil Spector | 2:55 |
| 3.  | Superstar                                     | Bonnie Bramlett, Leon Russell             | 5:11 |
| 4.  | Daytime Hustler                               | Jeff Kent                                 | 3:34 |
| 5.  | Am I Blue                                     | Harry Akst, Grant Clarke                  | 5:25 |

| Nr. | Titel                                           | Schrijver(s)                    | Duur |
| --- | ----------------------------------------------- | ------------------------------- | ---- |
| 6.  | Friends (uitgebracht op single)                 | Mark Klingman, Buzzy Linhart    | 2:50 |
| 7.  | Hello in There                                  | John Prine                      | 4:17 |
| 8.  | Leader of the Pack                              | George Morton, Barry, Greenwich | 3:30 |
| 9.  | Delta Dawn                                      | Larry Collins, Alex Harvey      | 5:18 |
| 10. | Boogie Woogie Bugle Boy (uitgebracht op single) | Don Raye, Hughie Prince         | 2:25 |
| 11. | Friends                                         | Klingman, Linhart               | 2:54 |